# Згорній Янжевський Врх
Згорній Янжевський Врх (словен. Zgornji Janževski Vrh) — поселення в общині Рибниця-на-Похорю, Регіон Корошка, Словенія. Висота над рівнем моря: 700,1 м.